# Bahnhof Hamar
Der Bahnhof Hamar ist der einzige Bahnhof in der Stadt Hamar und ein wichtiger Knotenpunkt im norwegischen Eisenbahnnetz.

## Geografische Lage
Der Bahnhof Hamar befindet sich im Zentrum der Stadt Hamar. Er liegt 126 Meter über dem Meeresspiegel und befindet sich in Streckenkilometer 126,26. Hauptstrecke ist die Dovrebane, von der hier die Rørosbane abzweigt. Historisch wichtig war auch, dass der Bahnhof direkt am Ufer des Mjøsa-Sees errichtet wurde, so dass Güterverkehr und Reisende eine gute Verbindung zu dem dort verkehrenden Dampfschiff hatten.

## Geschichte

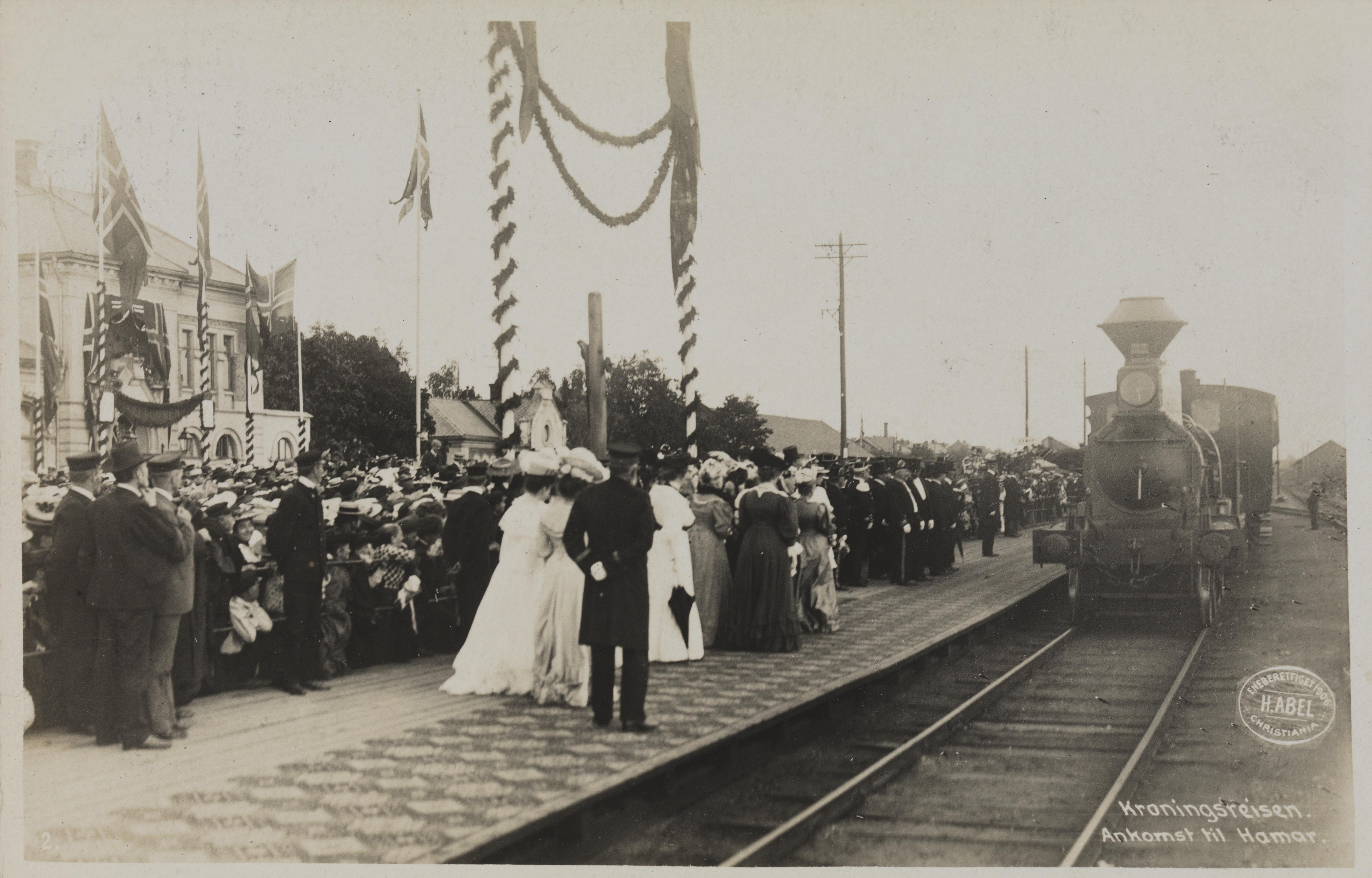
Ankunft des königlichen Sonderzuges im Bahnhof Hamar, 1906

Der erste Bahnhof in Hamar wurde am 23. Juni 1862 mit der Hamar–Grundsetbanen eröffnet, heute der südliche Abschnitt der Rørosbane, damals ein Inselbetrieb und in Kapspur. Das erste Empfangsgebäude wurde nach Plänen des Architekten Georg Andreas Bull aus Holz errichtet. 1880 folgte der Anschluss nach Eidsvoll – und damit nach Kristiania (Oslo). Dadurch wurde ein zweites, größeres Empfangsgebäude erforderlich. Dessen Architekt war Balthazar Conrad Lange. Die beiden ersten Gebäude wurden abgerissen, als das dritte, das heutige Empfangsgebäude – fertiggestellt 1896 – errichtet wurde. Erneut war eine Erweiterung des Eisenbahnnetzes der Anlass: Die Rørosbane wurde nach Norden bis Otta verlängert.
1956 erreichte die Elektrifizierung, von Lillestrøm kommend, den Bahnhof Hamar.
2002 gab die Bahn den eigenen Fahrkartenverkauf im Bahnhof auf. Dieser wurde durch den Bahnhofskiosk, den Narvesen betreibt, übernommen.

## Empfangsgebäude

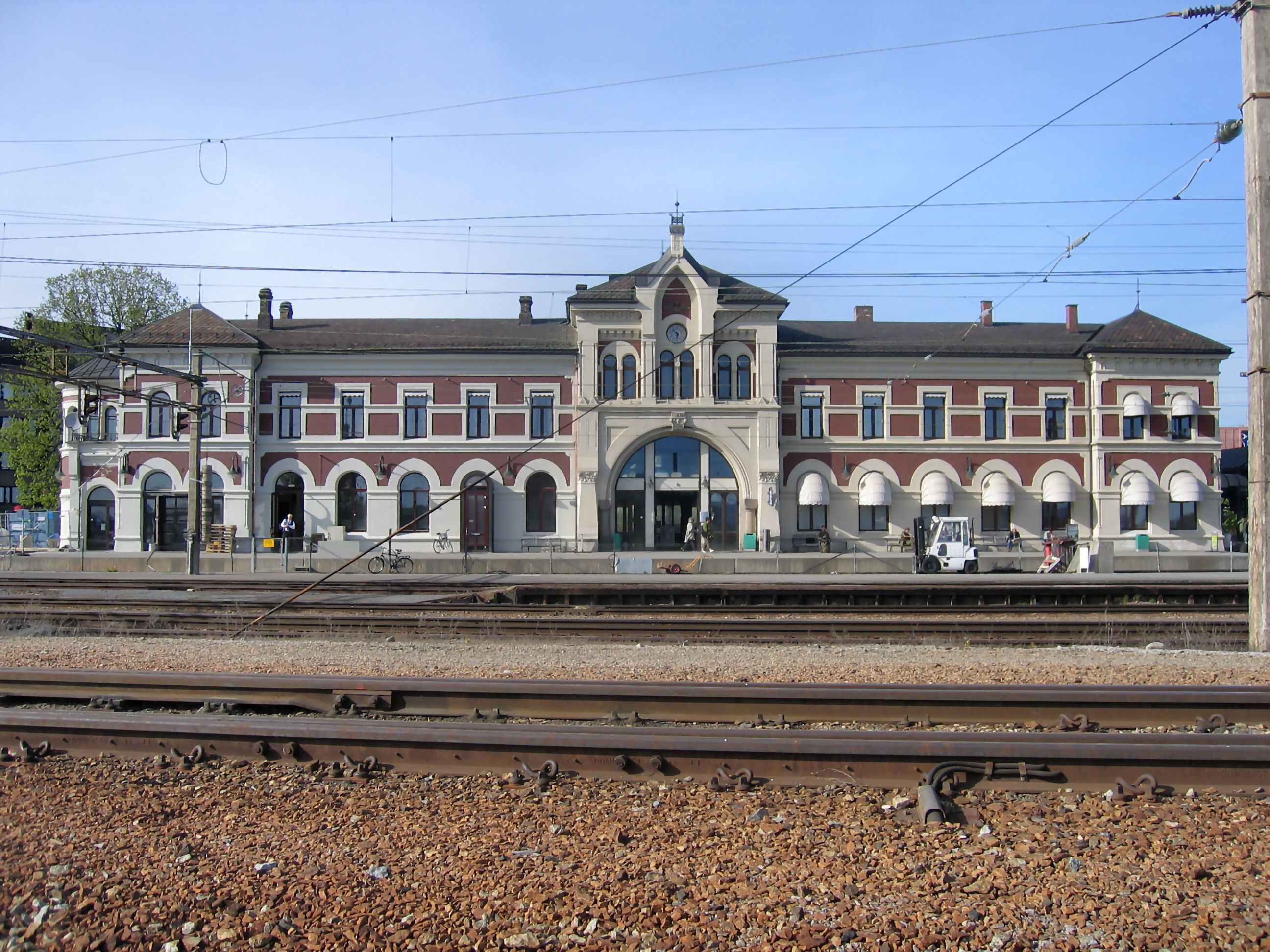
Empfangsgebäude, Gleisseite

Hamar erhielt sein heutiges Bahnhofsgebäude 1894/96. Es ist ein verputztes Ziegelgebäude, Architekt war Paul Due. Auch das Restaurantgebäude, das den Bahnhofsbau bereits 1897 nach Süden ergänzte, stammt von ihm. Das Bahnhofsgebäude gilt als sein bedeutendstes Werk.
Das Gebäude ist symmetrisch, die einzelnen Baukörper beidseits eines dominierenden Mittelrisaliten angelegt, in dem ein großes Bogenmotiv den Eingang und das kompositorische Hauptelement bildet, sowohl an der Straßen- als auch an der Bahnsteigseite. Stilistisch dominiert die Neorenaissance mit einzelnen Elementen der Neugotik. Im Erdgeschoss befanden sich ursprünglich die öffentlichen Einrichtungen für die Reisenden, im Obergeschoss waren zwei große Wohnungen geplant. Dieser Bereich wurde allerdings umgewidmet und gleich von Anfang an durch das Norwegische Eisenbahnmuseum belegt, das hier seine Sammlungen bis 1912 präsentierte. Das Gebäude steht heute unter Denkmalschutz.
Empfangsgebäude und Bahnsteigbereich wurden 1993 im Hinblick auf die Olympischen Winterspiele 1994 renoviert, ersteres im Hinblick auf die ursprünglichen Entwürfe von Paul Due.
Der Güterbahnhof verfügt über etwa 25 parallele Gleise, für den heutigen Bedarf zu viel, da der Güterverkehr erheblich zurückgegangen ist.

## Wissenswert

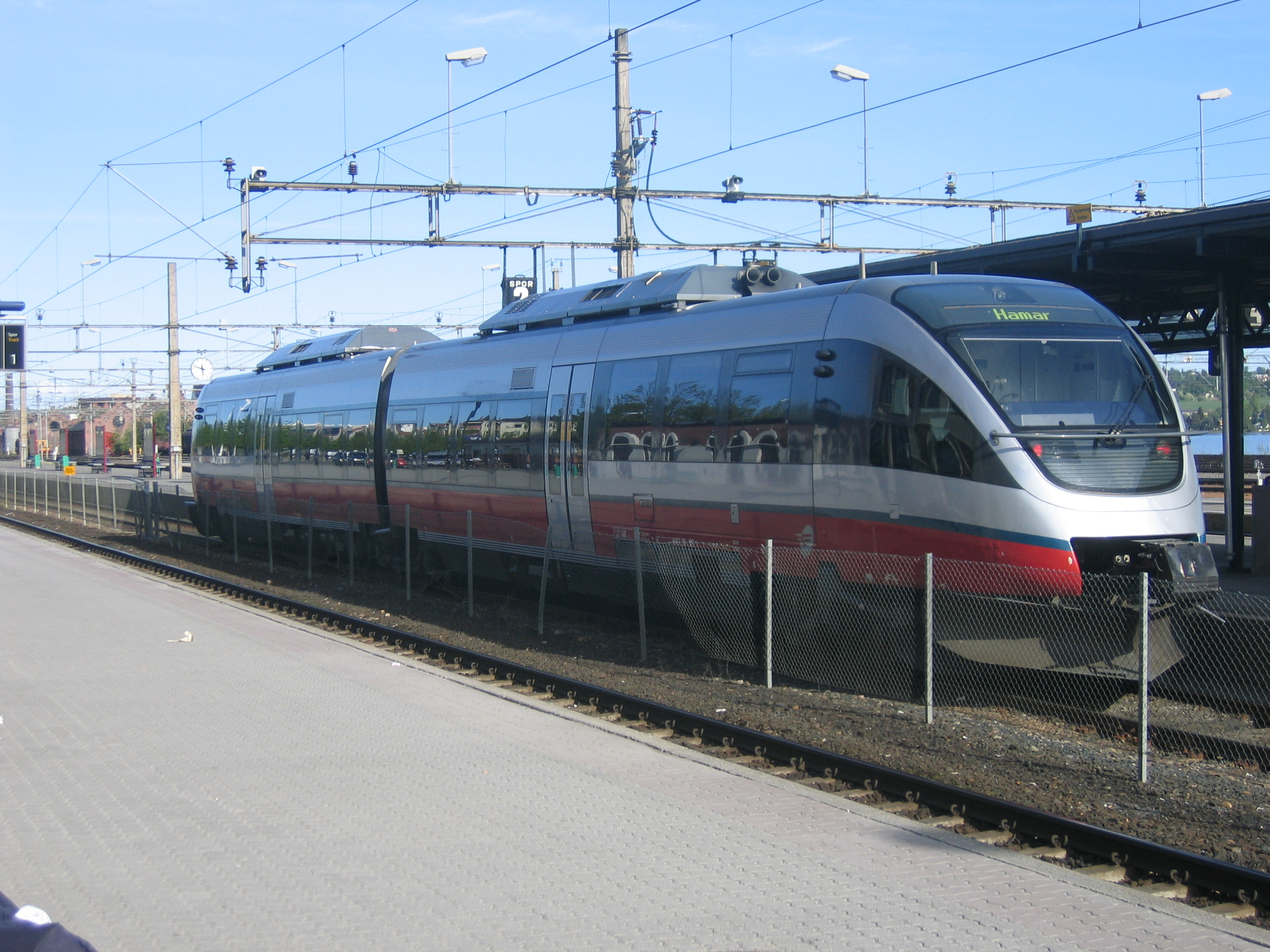
Dieseltriebwagen der Baureihe 93, die von Hamar aus auf der Rørosbane verkehren.

- Die ehemalige Lokomotivfabrik Hamar Jernstøberi og Mekaniske Verksted befand sich auf einem Gelände südlich des Bahnhofs.
- Bemerkenswert ist die kleine historische Parkanlage auf dem Bahnhofsvorplatz. Sie gehörte ursprünglich den NSB. 1924 kaufte sie die Stadt. Sie wurde 1990 renoviert und 1993 erhielt sie die Auszeichnung Grüner Park des Jahres in Norwegen.[1]